# Gmina Assens
Gmina Assens (duń. Assens Kommune) – gmina w Danii w regionie Dania Południowa.
Gmina powstała w 2007 roku na mocy reformy administracyjnej z połączenia gmin Assens (poprzedniej), Glamsbjerg, Haarby, Tommerup, Vissenbjerg i Aarup.
Siedzibą władz gminy jest miasto Assens.